# ユニファ (愛知県)
ユニファ株式会社は、日本の東京都千代田区に本社を置くポータルメディア事業を行う企業、Childcare-Tech領域のスタートアップ企業である。

## 概要
代表を務める土岐泰之は、かつては大手商社やコンサルティング会社に勤めていたが、ある時「仕事より家族との時間を優先させよう」と決意する。数年が経ち、このまま自分の人生を終わらせられないと企業の構想を練り始める。自分らしい事業として「家族」をターゲットにすることに気付き、自分と子どものコミュニケーション不足、子どもが通っている保育園が抱える課題を解決する方向に定まる。保育園で過ごす子どもの様子を撮影した写真や動画を取り扱うコンテンツは当時どこにもなく、保育園での子どもの様子を写真や動画で見ることができ日々自動更新される「るくみー」の企画につながった。

## 沿革
2013年5月に愛知県名古屋市中区丸の内にて設立。社名はUnifyとFamilyからの造語で、「家族を一つにする」の意。
2016年に経済産業省とIoT推進ラボが主催する「IoT Lab Selection」において、「保育園内見守り業務のデジタル化支援」でグランプリを獲得した。
2017年3月24日には、アメリカ合衆国サンフランシスコで初開催された世界一のベンチャー企業を決める「スタートアップワールドカップ2017」に日本代表として出場し、「スマート保育園構想」で優勝した。
2020年4月1日に本店登記を東京都千代田区内幸町に変更。
2021年5月31日に本社を東京都千代田区富士見に移転。
2021年に経済産業省のJ-Startup 、2023年10月には経済産業省のJ-Startup Impactに選定。また、2022年10月に設立された一般社団法人インパクトスタートアップ協会の代表理事を務めているほか、一般社団法人こどもDX推進協会の理事を務めている。
2024年9月に本社を東京都千代田区永田町に移転。

## 主なサービス・ソリューション
ルクミー
保育者の業務は、こども達の登降園管理やお昼寝（午睡）時の見守り、保育日誌や保育計画の作成、保護者や自治体へ提出する書類作成、保育者のシフト管理まで、非常に多岐に渡る。「ルクミー」シリーズは、登降園状況や検温、睡眠、食事、排便等のデータや、ルクミーフォトで撮影した写真が自動で集約され、帳票や連絡帳へ自動転記されます。また、ルクミー午睡チェックにより、センサーが体動を検知、アプリが体の向きを自動記録します。これにより、保育関連業務をDX（デジタル・トランスフォーメーション）し、業務負荷の大幅な削減を実現し、保育者の心と時間のゆとりの創出を目指します。また、創出できた時間によって保育者にとって重要なこどもと向き合う時間を増やし、写真ドキュメンテーション作成機能の提供により、保育者同士でこどもたちの成長に関する気づきをさらに共有しやすい環境を作り、豊かなコミュニケーションを増やします。これらを通じて、保育者のやりがいの創出や保育の質の向上にも貢献します。これまでのサービス利用数は累計で20,000超であり、約70の自治体へ導入されています

ルクミー 午睡チェック
乳幼児突然死症候群 (SIDS)防止のために行われている保育士によるブレスチェックや仰向け寝の確認記録をデジタル化して、作業負荷を低減させるソリューション。
「ルクミー午睡チェック」の提供にあたって、フレーベル館と業務提携を行うことも併せて発表されている。
なお、ルクミー午睡チェックは、業界シェアNo.1を獲得している